# Availles-Thouarsais

Availles-Thouarsais este o comună în departamentul Deux-Sèvres, Franța. În 2009 avea o populație de 214 de locuitori.